# Matrixprotein 1 (Influenzavirus A)
Das Matrixprotein 1 (M1) ist ein Protein, das in den Virionen von Influenzaviren vorkommt und deren Struktur mitbestimmt.

## Eigenschaften
Das Matrixprotein 1 verbindet in Virionen die Virushülle mit dem Ribonukleoprotein durch Bindung an das Nukleoprotein und durch Protein-Lipid-Interaktionen mit der Virushülle bzw. bei der Bildung neuer Virionen mit der Zellmembran. Die Bindung an die Lipide der Membran löst die Multimerisierung der M1-Proteine aus. Durch die Bindung der Ribonukleoproteine fügt sich das neugebildete Virion zusammen.
Beim Infektionsvorgang werden Influenzaviren nach der Bindung an die Zelle durch Endocytose in ein Endosom eingestülpt. Nach Ansäuerung des Endosoms und der M2-vermittelten Ansäuerung des Inneren des Virions durchdringt die Fusionsdömäne des Hämagglutinins die Endosomenmembran und setzt das Ribonukleoprotein in das Zytosol frei. Aufgrund der Ansäuerung des Virions löst sich das Matrixprotein 1 von dem Ribonukleoprotein. Weiterhin ist das Matrixprotein 1 und das NS2 am Export der neugebildeten viralen RNA aus dem Zellkern beteiligt.
Das Matrixprotein 1 bestimmt mit dem Nukleoprotein, welche der beiden Formen von Influenzaviren das Virion besitzt, stabförmig oder eiförmig. Die Formen ergeben sich aus der Länge des jeweiligen Ribonukleoproteins.